# Panthera pardus panthera
El leopardo de Berbería (Panthera pardus panthera) es una subespecie de leopardo que históricamente se podía encontrar en las montañas pobladas de sabinas, encinas y pinos carrascos de Túnez, Argelia y Marruecos. Se distingue de otras subespecies por tener un pelaje más tupido, que le protege de las condiciones frías de su hábitat. Si bien oficialmente no se cuenta con fotografías de este felino, ya que se le consideró extinto antes de poder conseguir un documento gráfico, existen algunas fotografías de leopardos de Berbería muertos en cacerías. Actualmente el leopardo de Berbería o del Atlas aparece en un documental sobre la fauna de Marruecos titulado "Sahara, source de vie".
Algunos autores engloban a esta subespecie en torno al leopardo africano (Panthera pardus pardus), pero ante la imposibilidad de conseguir muestras genéticas de algún individuo continúa la controversia.

## Historia
Ya en la antigüedad fueron capturados por los romanos para enfrentarlos a gladiadores en venationes.
En la década de los 70 se dieron por extinguidos en Túnez quedando en Argelia unos pocos ejemplares en el Parque nacional de Akfadou hasta probablemente la década de los 90, en que desaparece definitivamente de aquel país. En Marruecos su población se situaba por debajo de los 100 ejemplares.
En 1985 se vio por última vez a uno de estos animales en Marruecos ya que una hembra fue capturada en un lazo lo que le supuso al cazador una condena de tres años de cárcel.
En 1995 la Universidad de Cambridge realizó un estudio con trampas fotográficas tras el que no se pudo demostrar la existencia del animal.

## Estado actual

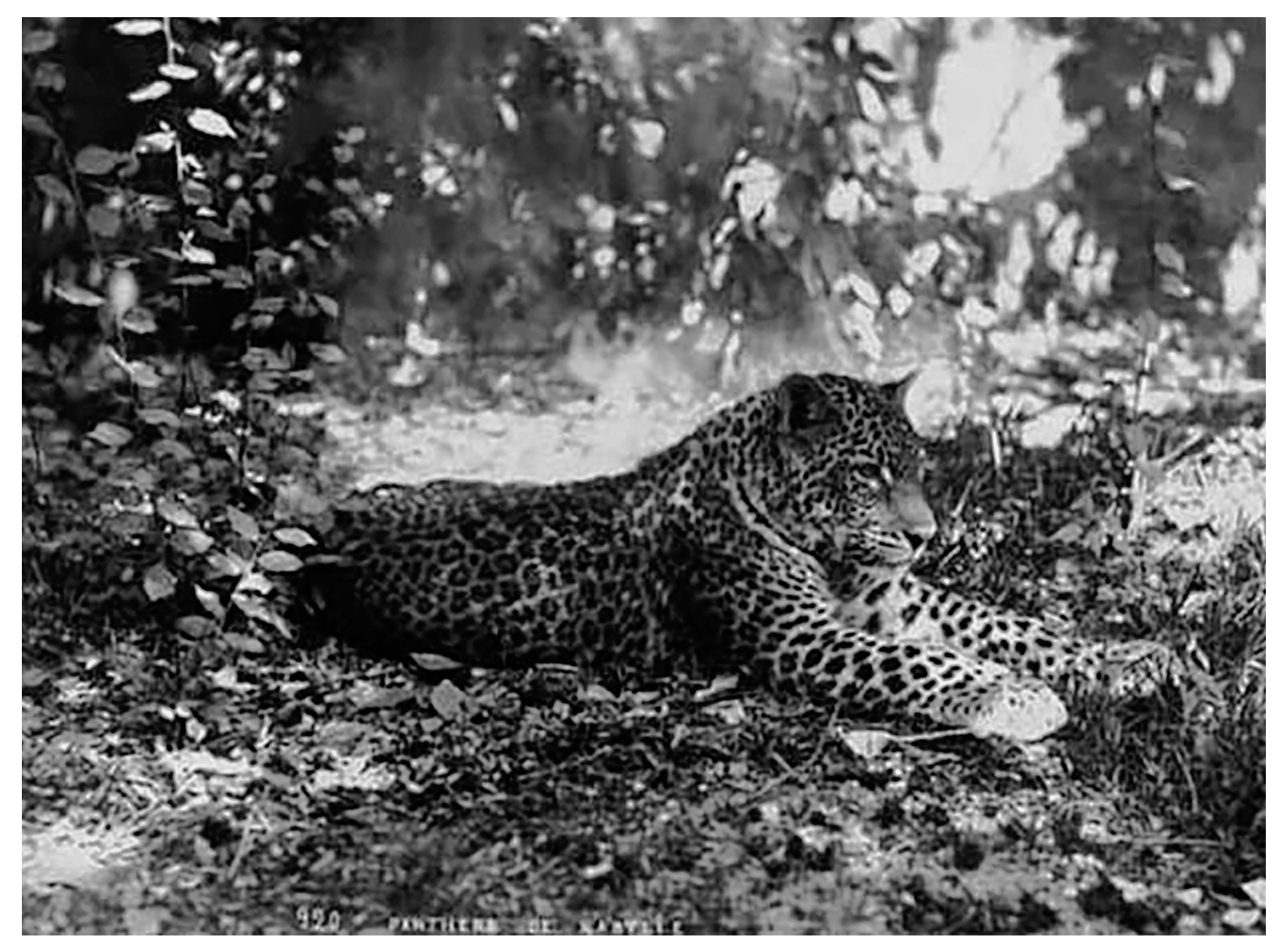
Leopardo de Berbería (Panthera pardus Panthera), 1890 Cabilia, Argelia.

En la actualidad se considera, si no extinta, en un estado de conservación extremadamente precario. No se tiene constancia de que ninguno de ejemplares cautivos en el mundo correspondan con esta subespecie, pero una docena de ellos podrían tener sus orígenes en ella.
En octubre del 2002 se realizó una expedición de la Fundación Terra Natura y del CIBIO a las montañas del Alto Atlas y medio en el centro de Marruecos, concretamente a las provincias de Azilal y Beni Mellal a lo largo de los afluentes del río Qued y el Ebid. En estos sondeos no se consiguió fotografiar ningún leopardo pero se encontraron huellas que se estimó que eran de cuatro ejemplares distintos, una hembra con dos cachorros crecidos y otro ejemplar más, por lo que se tiene constancia de reproducción reciente. Por otra parte, pastores de la zona indicaron que habían observado una ejemplar joven en las cercanías de una de las trampas fotográficas instaladas.
En 2022 el realizador y productor Redouane Tahri consiguio observar y captar en video  un leopardo en la wilaya de Béchar, fronteriza con Marruecos y además consiguio captar una presa ya muerta encima de un arbol.